# Модест-Таун (Вірджинія)
Модест-Таун (англ. Modest Town) — переписна місцевість (CDP) в США, в окрузі Аккомак штату Вірджинія. Населення — 120 осіб (2020).

## Географія
Модест-Таун розташований за координатами 37°49′1″ пн. ш. 75°33′40″ зх. д. / 37.81694° пн. ш. 75.56111° зх. д. (37.816850, -75.561090).  За даними Бюро перепису населення США в 2010 році переписна місцевість мала площу 1,53 км², уся площа — суходіл.

## Демографія
Згідно з переписом 2010 року, у переписній місцевості мешкало 149 осіб у 66 домогосподарствах у складі 42 родин. Густота населення становила 98 осіб/км².  Було 78 помешкань (51/км²).
Расовий склад населення:
| - 73,2 % — білих - 22,1 % — чорних або афроамериканців - 4,0 % — осіб інших рас |

До двох чи більше рас належало 0,7 %. Частка іспаномовних становила 14,1 % від усіх жителів.
За віковим діапазоном населення розподілялося таким чином: 16,1 % — особи молодші 18 років, 63,8 % — особи у віці 18—64 років, 20,1 % — особи у віці 65 років та старші. Медіана віку мешканця становила 50,4 року. На 100 осіб жіночої статі у переписній місцевості припадало 86,2 чоловіків;  на 100 жінок у віці від 18 років та старших — 89,4 чоловіків також старших 18 років.
Цивільне працевлаштоване населення становило 102 особи. Основні галузі зайнятості: мистецтво, розваги та відпочинок — 34,3 %, інформація — 33,3 %, роздрібна торгівля — 32,4 %.